# Рокс, Рэйчел
Рэйчел Рокс (англ. Rachel Roxxx; родилась 2 марта 1983 года в Сан-Антонио, Техас, США) — американская порноактриса.

## Биография
До того, как прийти в порноиндустрию, Рокс работала в Hooters. Её друг из Хьюстона позвал её в порнобизнес, и она перебралась в Лос-Анджелес, чтобы начать свою карьеру. Со слов Рокс, её первая сцена была в Shane’s World College Amateur Tour в Техасе.
В 2007 она была одним из совладельцев магазина женского нижнего белья с Ником Мэннингом, который сталкивался с выселением, предположительно, потому что владельцу и другим арендаторам здания не нравились их профессии.
На 2019 год Рэйчел Рокс снялась в 551 порнофильмах.

## Награды и номинации
- 2009 AVN Award nominee for Best All-Girl Group Sex Scene — Bad News Bitches 3 with Penny Flame & Лекси Белл[6]
- 2011 AVN Award nominee for Unsung Starlet of the Year
- 2011 AVN Award nominee for Best Group Sex Scene — Bonny & Clide
- 2011 AVN Award nominee for Best POV Sex Scene — The Virtual Reality Stimulator 3D[7]
- 2012 AVN Award nominee for Unsung Starlet of the Year[8]